# Карнак Руфјак
Карнак Руфјак (фр. Carnac-Rouffiac) насеље је и општина у јужној Француској у региону Миди Пирене, у департману Лот која припада префектури Каор.
По подацима из 2011. године у општини је живело 252 становника, а густина насељености је износила 18,57 становника/km². Општина се простире на површини од 13,57 km². Налази се на средњој надморској висини од 270 метара (максималној 300 m, а минималној 130 m).

## Демографија
| 1962. | 1968. | 1975. | 1982. | 1990. | 1999. | 2011. |
| ----- | ----- | ----- | ----- | ----- | ----- | ----- |
| 165   | 200   | 178   | 175   | 202   | 202   | 252   |

График промене броја становника у току последњих година